# Hans Tropsch
Pour les articles homonymes, voir Tropsch.
Hans Tropsch (né le 7 octobre 1889 à Plan, dans les Sudètes - mort le 8 octobre 1935 à Essen) était un chimiste sudète qui a, avec Franz Fischer, développé la gazéification des composés organiques (procédé Fischer-Tropsch, 1925).

## Biographie
Hans Tropsch fréquenta le lycée professionnel Kaiser-François-Joseph de Plan entre 1907 et 1909, puis l'Université technique de Prague. En 1913, il soutenait sa thèse de chimie, consacrée aux Nouveaux dérivés de la pyridine. D'abord assistant de Hans Leopold Meyer, il prit un poste d'ingénieur de 1914 à 1916 à Mühlheim am Main. Il publia son premier mémoire dans les comptes-rendus de l'Académie des Sciences de Vienne en 1914. Au cours de l'année 1916–17, il fut ingénieur-procédé dans une usine de colorants de Mülheim an der Ruhr puis collabora brièvement aux recherches de l'Institut Kaiser-Wilhelm des Charbonnages, toujours à Mülheim. De 1917 à 1920 il travailla pour Rütgers Chemicals à Niederau. 
De 1920 à 1928 il retrouva l'Institut Kaiser-Wilhelm, comme collaborateur du Directeur Franz Fischer et d’Otto Roelen, et à partir de 1923 se consacra à l'élaboration de syngas, hydrocarbure résultant de la gazéification de polymères, pour aboutir en 1925 au procédé Fischer-Tropsch (FTS ; brevet no 484.337; 25 juillet 1925 et brevet no 524.468 du 2 novembre 1926). Cette invention (pressentie indépendamment par Rudolf Schenck à Munich entre 1922 et 1926) fut commercialisée par Ruhrchemie AG, afin de faire pièce au procédé d’hydrogénation Bergius-Pier commercialisé par I.G. Farben. Avec la politique de contrôle des devises mise en place en 1931 par l'Allemagne de Weimar et l'explosion subséquente du prix des dérivés pétroliers, le procédé Fischer-Tropsch fut mis en œuvre à grande échelle. Tropsch et Hans Schrader étaient les responsables de ce secteur stratégique. 
Le successeur de Tropsch à ce poste (1928) sera Kurt Peters : cette année-là, en effet, l'inventeur est appelé à la chaire de chimie de l’Université technique de Prague, avec mission de créer un institut des charbonnages. Il passa sa thèse d'habilitation en 1930 avec un mémoire sur la chimie des combustibles.
En 1931, il partit aux États-Unis et travailla pour Universal Oil Products et l’Armour Institute of Technology de Chicago. Malade, il regagna l'Allemagne en 1935 et mourut à l'hôpital d'Essen quelques semaines plus tard.

## Publications
- Über die Leitfähigkeit der Amine und Dicarbonsäuren des Pyridins; 1914
- Entstehung, Veredlung und Verwertung der Kohle; Berlin, Gebrüder Borntraeger, 1930
- Catalytic reactions: lectures; Armour Institute of Technology, 1931
- Regarding the synthesis of petroleum hydrocarbons from carbon; 1931
- (en coll. avec Vaclav Jelinek) Überführung von Methan in aromatische Kohlenwasserstoffe und Wasserstoff durch therm. Zerfall von CH4 oder CH4-haltigen Gasen ; In Chemisches Zentralblatt
- (en coll. avec Vaclav Jelinek) Über die Bestimmung kleiner Mengen leichtsiedener Kohlenwasserstoffe in Gegenwart von Wasser
- (en coll. avec Robert Kassler, de l'Institut für anorganische und analytische Chemie der Deutschen Technischen Hochschule Prag; Kohlenforschungs-Institut) : Über einige katalytische Eigenschaften des Rheniums; in: Berichte der deutschen chemischen Gesellschaft, 1930